# Palazzo Civita
Il Palazzo Civita è un edificio residenziale multipiano di Milano situato in piazza Eleonora Duse al civico 2, adibito ad appartamenti signorili. Sorge in una delle zone più prestigiose del centro cittadino, a poca distanza da corso Venezia, nei pressi dei Giardini pubblici Indro Montanelli.

## Storia
Il palazzo venne eretto dal 1933 al 1934 nell'ambito di un piano di lottizzazione dell'area ad est di corso Venezia, articolato intorno alla nuova piazza Duse. Il nome deriva dalla famiglia che lo fece costruire: il terreno era di proprietà dell'imprenditore Carlo Civita, padre di Cesare e Vittorio Civita (noti editori in Sud America, il primo attivo principalmente in Argentina, il secondo in Brasile).
Il progetto dell'edificio fu elaborato da Luigi Gigiotti Zanini, di formazione pittore, membro del gruppo artistico del "Novecento", e cognato dei Civita.
Una targa, posta nell'androne del palazzo commemora le imprese sportive ed i riconoscimenti ottenuti da Leonardo Bonzi, storico residente del palazzo.

## Caratteristiche
L'edificio si sviluppa su 8 piani fuori terra e presenta rivestimenti in ceppo, travertino e pietra del Caradosso e prospetta sulla piazza Duse, con due ali minori lungo le vie laterali, che contornano un cortile interno.
Il disegno della facciata è studiato secondo schemi lineari, che individuano aree geometriche differenziate cromaticamente e in parte plasticamente; tale stile compositivo deriva dalla formazione pittorica di Zanini, e conduce ad un risultato che alcuni critici hanno paragonato alla casa sul Michaelerplatz di Vienna, progettata da Adolf Loos.
La decorazione si basa su elementi classici disposti con sobrietà e misura, coerentemente con lo stile novecentista proprio dell'autore.